# 오랑 아살

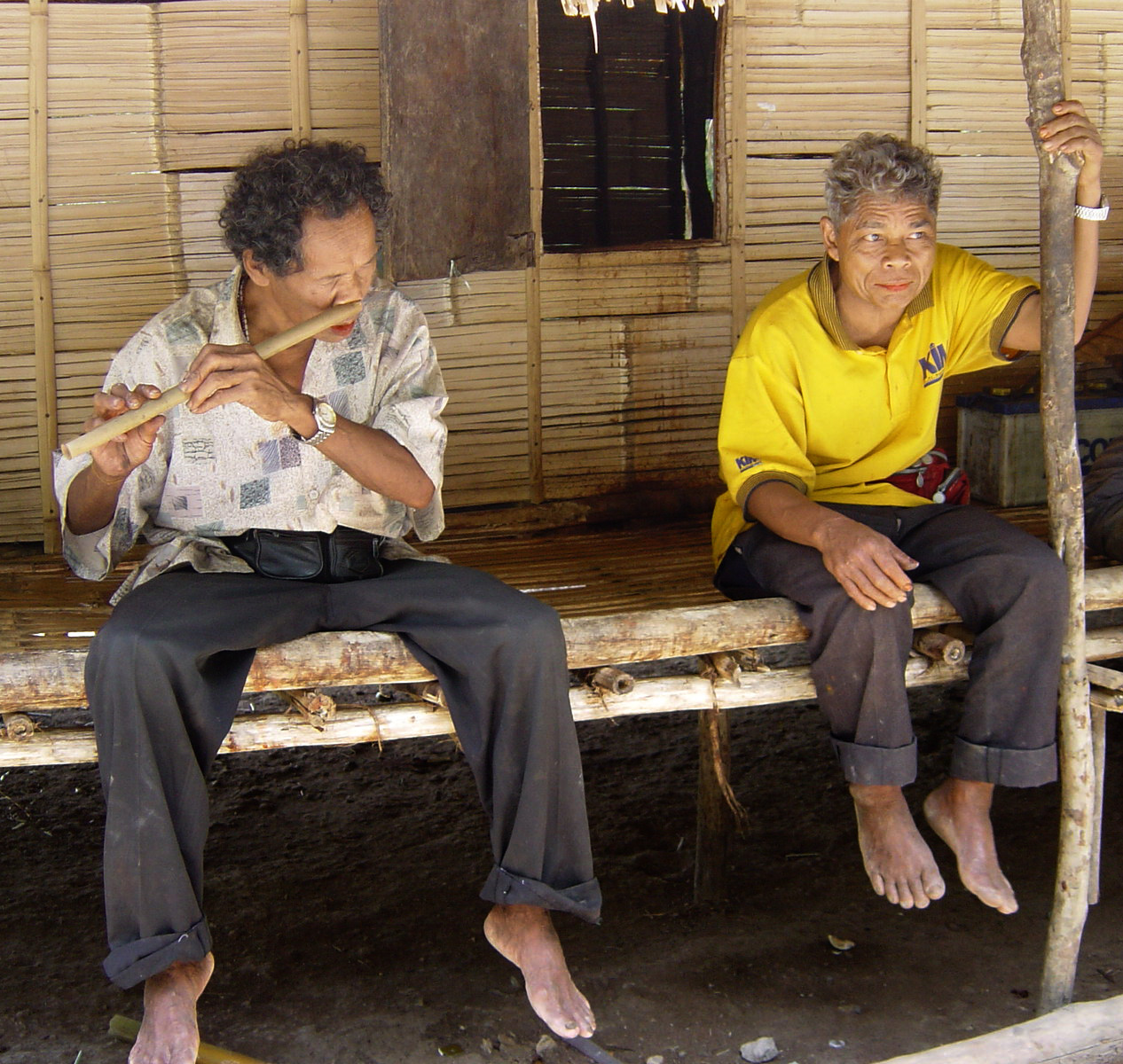

오랑 아살(Orang Asal)은 말레이시아의 말레이족이 아닌 원주민을 말한다. 말레이반도의 원주민은 오랑 아슬리라고 부르고 소수민족이다. 동말레이시아에서는 오랑 아살의 인구가 과반이다.

## 같이 보기
- 오랑 아슬리
- 부미푸트라